# Bartalinia bischofiae
Bartalinia bischofiae är en svampart som beskrevs av Nag Raj 1964. Bartalinia bischofiae ingår i släktet Bartalinia och familjen Amphisphaeriaceae.   Inga underarter finns listade i Catalogue of Life.